# 金田正男
金田 正男（かねだ まさお、1947年 - ）は、一橋大学の副学長（理事非兼任）。元文部官僚。

## 来歴・人物
滋賀大学卒業。奈良教育大学理事・事務局長等を経て、2005年に一橋大学事務局長就任。職員の人事評価を年功序列から実力主義へ転換するなど、抜本的な事務局改革を行った。また、運営費交付金が年々削減される大学の財政事情を受けて、企業からの募金活動にも率先して取り組んできた。これらの実績から、同大学は2007年、定年退職となる事務局長の金田を学内にとどめるため、教育研究評議会において募金・事務局改革担当の副学長を新設し、同年、金田を同ポストにスライド就任させた。後任の事務局長には塚越義行（大阪大学と統合された大阪外国語大学の最後の理事及び事務局長）が就任。

### 学業優秀学生奨学金制度
一橋大学事務局長時代には、2007年2月現在で国立大学法人では最高額と報道された年96万円を支給する「学業優秀学生奨学金制度」の創設に尽力した。この奨学金制度は、経済状況に関わらず優秀な学生を表彰し、学習への意欲をさらに高めることを目的とするものである。また、他の奨学金との併用も認められている。財源には同大が資金確保のために2004年11月に創設した基金をあてている。この制度が発表された際、金田は取材に対して「優秀な学生を表彰することで、学生たちの意欲を高め、さらに優秀で熱意のある学生が多く集まるようになれば」と語った。

### 天下りポスト新設という批判について
副学長へのスライド就任に関しては「天下りポストの新設」との批判がある。大学側はこの点について、「現在の事務局長一人では事務局運営、事務局改革、募金活動のすべてをこなすのは不可能。募金活動と事務局改革の業務を、事務局長の仕事から外す必要がある」「財政基盤を支える募金活動は、現在本学の重要課題であり、金田事務局長が熱心に取り組んでいる。企業に募金を依頼する際、『事務局長』の肩書きでは足元を見られる。副学長の肩書きが必要」「金田氏の就任は実力を重視したもの。将来的には生え抜きの事務方の事務系副学長就任も好ましい。天下りポストの増設という批判は適切でない」と否定した。他方、この決定が教授会では事後報告となったことに関して、教授会からは「今回の案件は教授会で審議すべき事項なのではないか」という批判が出た。

## その他の主な役職
- 一橋植樹会理事
- 日本能率協会大学職員マネジメント研修プログラム企画委員会委員